# Hawaianira caudata
Hawaianira caudata är en kräftdjursart som först beskrevs av Richardson1910.  Hawaianira caudata ingår i släktet Hawaianira och familjen Janiridae. Inga underarter finns listade i Catalogue of Life.